# Holiday in Cambodia
Holiday In Cambodia is de tweede single van de Amerikaanse punkband Dead Kennedys. Het nummer komt van het debuutalbum Fresh Fruit for Rotting Vegetables (1980) en verscheen in 1980.
Het nummer gaat over het protesteren tegen het Oosterse totalitarisme, het politiek systeem waarbij de staat de volledige controle heeft over de bevolking. De liedteksten van de Dead Kennedys zijn in het algemeen sarcastisch bedoeld en hebben vaak kritiek op de politiek en samenleving. Holiday In Cambodia was daarop geen uitzondering.
Holiday In Cambodia was aanvankelijk geen groot succes, maar uiteindelijk groeide het uit tot het bekendste nummer van de band en werd het een absolute punkklassieker. Het nummer staat steevast in de top 10 (meestal zelfs top 5) van lijsten van de beste punknummers aller tijden. Het nummer had grote invloed op beginnende hardcore punkbands, die ook kritische teksten begonnen te schrijven.